# Oiapoque (miasto)
Oiapoque – miasto w Brazylii, w stanie Amapá. W 2010 roku liczyło 12 970 mieszkańców.